# قو دان
قو دان (بالصينية: 郭丹) هي نبالة صينية، ولدت في 20 ديسمبر 1985 في تيلينغ في الصين.

## وصلات خارجية
- قو دان على موقع الاتحاد الدولي للرماية بالسهام (الإنجليزية)
- قو دان على موقع اللجنة الأولمبية الدولية (الإنجليزية)
- قو دان على موقع أوليمبيديا (الإنجليزية)
- قو دان على موقع اللجنة الأولمبية الصينية (الإنجليزية)